# Semi-Tough
Semi-Tough è una serie televisiva statunitense in 4 episodi trasmessi per la prima volta nel corso di una sola stagione nel 1980.
È una sitcom basata sul film Un gioco da duri (Semi-Tough, a sua volta ispirato ad un romanzo di Dan Jenkins). I quattro episodi regolari furono anticipati da un episodio pilota trasmesso il 6 gennaio 1980 in cui i ruoli dei tre protagonisti sono interpretati da attori diversi da quelli della serie regolare (Douglas Barr nel ruolo di Billy, Josh Taylor nel ruolo di Marvin e Mary Louise Weller nel ruolo di Barbara).

## Trama
Shake Tiller e Billy Clyde sono due giocatori di football professionisti per i New York Bulls. Shake e Billy sono due donnaioli e vivono nella stessa casa con una donna, Barbara Jane.

## Personaggi e interpreti
- Shake Tiller (4 episodi), interpretato da David Hasselhoff.
- Billy Clyde Pucket (4 episodi), interpretato da Bruce McGill.
- Barbara Jane Bookman (4 episodi), interpretato da Markie Post.
- Puddin (3 episodi), interpretato da Bubba Smith.
- Burt Danby (2 episodi), interpretato da Jim McKrell.
- Coach Cooper (2 episodi), interpretato da Ed Peck.

Tra le guest star, Christopher Lloyd (nel quarto episodio), Didi Conn e Anne Shedeen.

## Produzione
La serie fu prodotta da David Merrick e Jerry Davis per la Universal TV e girata negli Universal Studios  Universal City in California. Tra i registi è accreditato Rich Reinhart, tra gli sceneggiatori Dick Martin.

## Distribuzione
La serie fu trasmessa negli Stati Uniti dal 29 maggio 1980 al 19 giugno 1980 sulla rete televisiva ABC.

## Episodi
| Stagione       | Episodi | Prima TV USA |
| -------------- | ------- | ------------ |
| Prima stagione | 4       | 1980         |